# 1972 en arts plastiques
| Années des arts plastiques : 1969 - 1970 - 1971 - 1972 - 1973 - 1974 - 1975    |
| Décennies des arts plastiques : 1940 - 1950 - 1960 - 1970 - 1980 - 1990 - 2000 |

Cette page concerne l'année 1972 en arts plastiques.

## Œuvres
- Some Living American Women Artists, collage réalisé par l'artiste américaine Mary Beth Edelson pendant le mouvement féministe de la deuxième vague.

## Événements
- 11 août : Après un jour d'exposition, un fort vent (100 km/h) impose le « décrochage » de Valley Curtain, œuvre de Christo.

## Naissances
- 4 avril : Raphaël Thierry, plasticien, peintre et illustrateur français († 14 juin 2021),
- 31 décembre : Olivier Cinna, dessinateur et coloriste de bande dessinée français († 24 mars 2019).

## Décès
- 3 janvier : Frans Masereel, graveur et peintre belge (° 30 juillet 1889),
- 6 janvier : Jeanne Dubut, peintre française (° 6 septembre 1889),
- 17 janvier : Marcel Mouillot, peintre français (° 14 octobre 1889),
- 19 janvier :
  - Paul Charlemagne, peintre et dessinateur français (° 9 août 1892),
  - Pierre-Henri Ducos de La Haille, peintre français (° 26 juillet 1889),
- 20 janvier : Paul-Émile Pissarro, peintre français (° 22 août 1884),
- 19 février : Jirō Yoshihara, considéré comme le fondateur du mouvement d'avant garde japonais Gutai (° 1er janvier 1905),
- 27 février : Rolf Hirschland, peintre et dessinateur français d'origine allemande (° 16 février 1907),
- 2 mars : Kiyokata Kaburagi, peintre japonais (° 31 août 1878),
- 19 mars : Roberto Crippa, peintre et sculpteur italien (° 7 mai 1921),
- 24 mars : Leonardo Bounatian-Benatov, peintre russe puis soviétique (° 16 août 1899),
- 25 mars : André Michel, peintre, graveur, auteur et illustrateur français (° 6 octobre 1900),
- 27 mars :
  - Maurits Cornelis Escher, graveur néerlandais (° 17 juin 1898),
  - Ricco Wassmer, peintre suisse (° 13 octobre 1915),
- 8 avril :
  - Raphaël Drouart, graveur, peintre et illustrateur français (° 25 décembre 1884),
  - Jean Tranchant, auteur-compositeur-interprète, affichiste et peintre français (° 4 février 1904),
- 13 avril : Jóhannes Sveinsson Kjarval, peintre islandais (° 15 octobre 1885),
- 17 avril : Jean Deville, peintre, graveur et industriel français  (° 23 juin 1901),
- 24 avril : Fernando Amorsolo, peintre philippin (° 30 mai 1892),
- 29 avril : Juti Ravenna, peintre italien (° 26 décembre 1897),
- 5 mai :
  - Gaston Girbal, illustrateur et affichiste français (° 22 mai 1889),
  - Georges Ritleng, peintre paysagiste et graveur français (° 6 décembre 1875),
- 10 mai : Francisco Bores, peintre espagnol (° 6 mai 1898),
- 12 mai : Arkadi Plastov, peintre russe puis soviétique (° 31 janvier 1893),
- 24 mai : Eizō Katō, peintre japonais du style nihonga (° 20 août 1906),
- 6 juin : Pierre-Louis Cadre, peintre français (° 24 mars 1884),
- 14 juin : Dett, peintre animalière française (° 8 janvier 1885),
- 18 juin : Léa Lafugie, exploratrice et peintre française (° 11 février 1890),
- 24 juin : Géo Ham, peintre et illustrateur français (° 19 septembre 1900),
- 25 juin :
  - Élisabeth Branly-Tournon, peintre française (° 19 novembre 1889),
  - Apollon Kutateladze, peintre géorgien (° 6 janvier 1900),
- 26 juin : Gabriel Pomerand, poète et peintre lettriste français (° 13 juin 1926),
- 2 juillet : Louis Latapie, peintre et graveur français (° 11 juillet 1891),
- 7 juillet : Hélène Clément-Benois, peintre et décoratrice russe puis soviétique (° 31 mars 1898),
- 20 juillet : Jean-Gabriel Goulinat, peintre français (° 9 février 1883),
- 20 juillet ou 23 juillet : André Evard, peintre et dessinateur suisse (° 1er juin 1876),
- 21 juillet : François Desnoyer, peintre français (° 30 septembre 1894),
- 15 août : Alf Hurum, compositeur et peintre norvégien (° 21 septembre 1882),
- 1er septembre : He Xiangning, femme politique, peintre et poète chinoise (° 27 juin 1878),
- 4 septembre : René Le Forestier, peintre français (° 17 janvier 1903),
- 18 septembre : Fritz Glarner, peintre américano-suisse (° 20 juillet 1899),
- 21 septembre : Jean Lébédeff, graveur sur bois et peintre français (° 25 novembre 1884),
- 23 septembre : Pierre Abadie-Landel, peintre, graveur et céramiste français (° 22 août 1896),
- 24 septembre : Paul Albert Mathey, peintre suisse (° 16 février 1891),
- 26 septembre :
  - Antonio García y Bellido, archéologue et historien de l'art espagnol (° 10 février 1903),
  - Eugene Spiro, peintre et graphiste allemand d'origine ashkénaze (° 18 avril 1874),
- 29 septembre : Albert Braïtou-Sala, peintre français (° 16 février 1885),
- 9 octobre : Giuseppe Capogrossi, graphiste et peintre italien (° 7 mars 1900),
- 16 octobre : Frédéric Dupré, architecte, décorateur et peintre français (° 12 novembre 1881),
- 1er novembre : Mladen Josić, peintre serbe puis yougoslave (° 15 juillet 1897),
- 7 novembre : Jānis Roberts Tillbergs, peintre letton (° 2 juillet 1880),
- 18 novembre : Joseph-Émile Bégule, peintre et peintre-verrier français (° 25 août 1880),
- 21 novembre : Marcel Meys, peintre et photographe français (° 16 février 1886),
- 4 décembre : Paul Jean Hugues, peintre français (° 6 mars 1891),
- 7 décembre : Lionel Floch, peintre, graveur et dessinateur français (° 9 mai 1875),
- 14 décembre : Adrienne Jouclard, peintre française (° 4 septembre 1882),
- 20 décembre : Guido Marussig, peintre italien (° 14 décembre 1885),
- 23 décembre : Jean Dreyfus-Stern, peintre et graveur français (° 20 décembre 1890),
- ? :
  - Alice Burchard-Bélaváry, peintre hongroise (° 24 août 1901),
  - Jacques Chapiro, peintre français d'origine russe (° 13 juin 1887),
  - Eugène Delécluse, peintre, illustrateur et aquafortiste français (° 5 août 1882),
  - Eugène Camille Fitsch, peintre, décorateur de théâtre, aquafortiste, lithographe et enseignant américain d'origine française (° 11 décembre 1892),
  - Kawakami Sumio, peintre japonais (° 1895),
  - Arthur Kolnik, peintre polonais (° 4 mai 1890),
  - Pierre Langlade, peintre français (° février 1907),
  - Ellis Wallin, peintre suédois (° 10 décembre 1888).